# Арсуг
Арсуг (рос. Арсуг) — село Агульського району, Дагестану Росії. Входить до складу муніципального утворення Сільрада Буршазька.
Населення — 238 (2010).

## Історія
У 1926 році село належало до Кюрінського району.

## Населення
За даними перепису населення 2002 року в селі мешкало 337 осіб. В тому числі 167 (49.55 %) чоловіків та 170 (50.44 %) жінок.
Переважна більшість мешканців — агульці (94 % від усіх мешканців). У селі переважає агульська мова.
У 1926 році в селі проживало 331 особа.